# Querencia
Querencia es un despoblado situado en el municipio de Sigüenza, en la provincia de Guadalajara (España). Aunque actualmente cuenta con muy pocos habitantes, en 2011 tiene dos habitantes censados según el padrón del INE. De su iglesia románica solo quedan ruinas. Ya que desde la década de 1960 se encuentra despoblada o sin casi vecinos.

## Historia
Hacia mediados del siglo XIX tenía una población de 44 habitantes y pertenecía al entonces municipio de Riba de Santiuste. La localidad aparece descrita en el decimotercer volumen del Diccionario geográfico-estadístico-histórico de España y sus posesiones de Ultramar de Pascual Madoz de la siguiente manera:

QUERENCIA: l. del distrito municipal de Riba de Santiuste en la prov. de Guadalajara (12 1/2 leg.), part. jud. de Atienza (2), aud. terr. de Madrid (22 1/2), c. g. de Castilla la Nueva, dióc. de Sigüenza (4 1/4). sit. en terreno áspero, su clima es frio, y las enfermedades mas comunes fiebres intermitentes y catarrales. Tiene 14 casas y una igl. parr. aneja de la de Tobes. El térm. confina con los de Cercadillo, Barcones, Marazobél, Alcolea de las Peñas y Tóbes; dentro de él se encuentran algunos manantiales de buenas aguas. El terreno, que participa de quebrado y llano, es de regular calidad caminos: los locales, de herradura y en mediano estado. correo: se recibe y despacha en la estafeta de Sigüenza. prod.: trigo, cebada, avena, patatas y algunas legumbres; se cria ganado lanar, vacuno, mular y asnal, ind.: la agrícola y recriacion de ganados. pobl.: 12 vec., 44 alm. cap. prod.: 712,500 rs. imp.: 28,500. contr.: 2,610.
(Madoz, 1849, p. 312)